# Roger Janotta

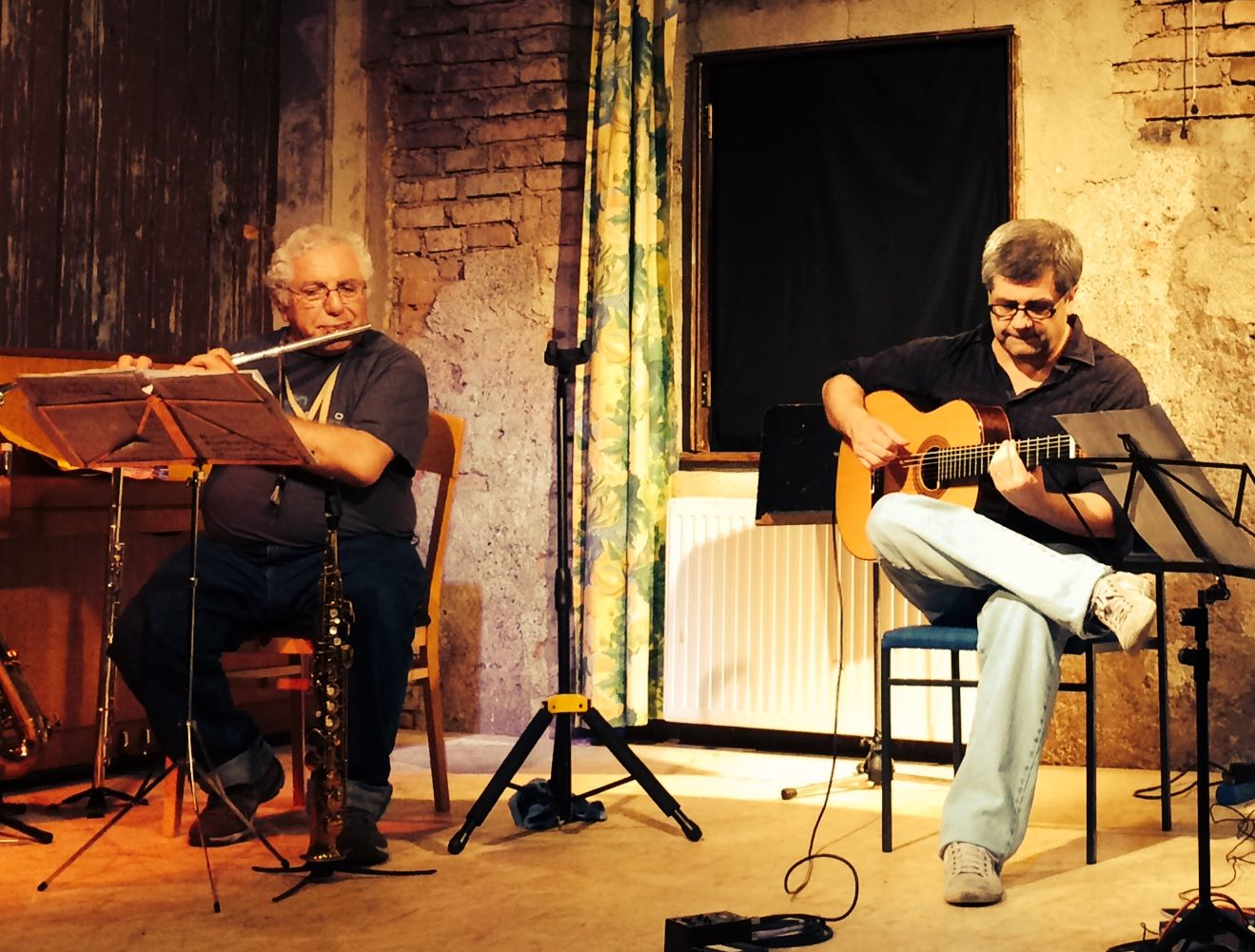
Roger Jannotta (links) mit Marcos Davi (2014)

Roger Janotta, auch Jannotta (* 29. November 1943 in Chicago, Illinois) ist ein amerikanischer Holzbläser (u. a. Oboe, Flöte), der sowohl als Komponist als auch als Interpret im Bereich des zeitgenössischen Jazz tätig ist.

## Leben und Wirken
Janotta studierte zunächst an der University of New Mexico (Bachelor 1965), dann am New England Conservatory in Boston (Master 1976); am Berklee College of Music war er als Dozent tätig. Seit 1978 lebt er in München, wo er Mitglied der Experimentalgruppe Between um Peter Michael Hamel wurde (Stille über der Zeit, 1980). 1979 trat er mit dem Unique Munich Saxophone Choir (Roman Schwaller, Frank St. Peter, Leszek Zadlo, Erica Lindsay, Thomas Faist und Joe Nay) bei den Donaueschinger Musiktagen auf. Daneben arbeitete er mit Tom van der Gelds Children at Play und war auch an dessen Solo-Album Path beteiligt. Seit Anfang der 1990er Jahre gehörte er zur Bigband von Carla Bley (u. a. 1990 auf dem JazzFest Berlin). Auch arbeitete er mit Michael Mantler (School of Understanding, Hide and Seek) und mit Thorsten Klentze. Weiter spielte er mit dem Münchner ICI Ensemble Improvisationsmusik, das auch seine Kompositionen aufführt. Seit 2007 leitet er das Passau Jazz Orchester. 
Als Theatermusiker komponierte er viele Jahre für Dieter Dorn an den Münchner Kammerspielen; daneben war er für den Bayerischen Rundfunk als Hörspielkomponist tätig. Auch arrangierte er für die hr-Bigband und die Münchner Bigband Blechschaden. 1999 wurde er Arrangeur des Studiengangs Musical der Bayerischen Theaterakademie; daneben unterrichtet er an der Neuen Jazzschool in München.